# Visages de femmes (film, 1985)
Pour les articles homonymes, voir Visage de femme.
Pour plus de détails, voir Fiche technique et Distribution.
Visages de femmes est un film ivoirien réalisé en 1985 par Désiré Écaré.

## Fiche technique
- Réalisation : Désiré Écaré
- Scénario : Désiré Écaré
- Langue : français, baoulé, jula, bété
- Durée : 105 minutes
- Pays :  Côte d'Ivoire et  France

## Distribution
- Eugénie Cissé-Roland : Bernadette
- Sidiki Bakaba : Kouassi
- Albertine N'Guessan : N'Guessan
- Kouadio Brou : Brou
- Véronique Mahilé : Affoué
- Hanny Tchelley : Tchelley
- Carmen Levry : Fanta

## Synopsis
Désiré Ecaré résume le film ainsi : « A Treichville, Bernadette, qui dirige une sècherie de poissons, essaye de développer ses affaires. Elle doit passer d'une économie de troc à une société basée sur l'argent. L'attitude du banquier, les traditions familiales, les réactions des hommes d'affaires qui ne sont pas prêts à accepter une femme à leur niveau tout comme sa propre méconnaissance des mécanismes d'une entreprise de plus grande dimension réduisent considérablement ses chances de succès.
Dans le village de Koffikro, on assiste au destin tragique de N'Guessan qui refuse d'être l'objet de son mari pour conquérir son propre droit d'aimer. Fanta s'efforce d'échapper aux caprices et à l'idiosyncrasie des hommes en apprenant le karaté. Son but est de défier les hommes par la force, celle que les hommes ont toujours utilisé. Les femmes africaines veulent toutes échapper à la domination masculine... mais les voies qu'elles choisissent pour y arriver contredisent les buts qu'elles poursuivent. »
Le film démarre ainsi dans le village de Koffikro par une fête : des couples se forment joyeusement lors d’une fête de village, au rythme des percussions et d’un accordéon. Femmes et hommes portent fièrement des tissus imprimés ankara. Puis des hommes torse nus et machette à la main se regroupent au milieu du village où s’activent les femmes, et dansent en harmonie, prêts à défendre la communauté. Un homme se détache de cette étonnante chorégraphie : Brou, une hache à la main. Sur le même rythme, il mène ces hommes au travail, cette fois munis d’outils.
Alors que femmes et hommes s’activent au champ, le frère de Brou, Kouassi, récemment venu de la capitale où il réside, les regarde en fumant et ne s’intéresse qu’aux femmes, à commencer par N’Guessan, la femme de Brou mais aussi son amie Affoué, qui sera battue par son mari lorsqu’il la verra répondre à ses avances. La relation entre N’Guessan et Kouassi son beau-frère ne dépasse pas une simple amitié, mais lors d’une partie d’awalé, les villageois évoquent leur rapprochement devant Brou, furieux. De son côté, Kouassi continue à draguer Affoué et la suit au marigot où elle est allée puiser de l'eau, ce qui conduit à une longue scène d’amour dans l'eau. Le vieillard trompé est sceptique mais n'est sûr de rien tandis que Brou, dévoré par la jalousie, se déguise en Kouassi pour confondre son épouse N'Guessan à un rendez-vous au crépuscule. Il la menace, répétant qu'elle est « sa femme, son esclave, sa chose, son objet ». Le cœur des femmes reprend l'histoire régulièrement avec humour et entrain : Les hommes n’ont jamais confiance en nous. (…) Que mérite un homme qui n’a pas confiance ? Il ne mérite qu’une chose. Quoi donc ? D’être trompé. Oui, d’être trompé !
Comme Fanta, N'Guessan apprend le karaté pour se venger de son mari, mais il la terrasse. Bernadette, une femme forte, dirige une sècherie de poissons et voudrait que sa fille fasse l'école militaire. Elle gagne six millions de francs CFA par mois qui partent en fumée via son mari oisif, ses filles et son jeune frère à qui elle a offert un mini-bus pour qu'il gagne sa vie mais qui ne la rembourse pas, arguant que la famille est comme une assurance de solidarité. Ses autres filles se font fort de lui décrocher le prêt que le banquier lui refuse en mettant leurs charmes en avant mais non sans vouloir leur part du gâteau.
Une voix-off conclut : « A quoi pensent les nègres en présence de l'argent ? A bouffer ! (...) Alors, allons bouffer et allons danser avec les autres ! » Et le film se termine là où il a commencé : dans les chants et danses du village.

## Tournages et scandale
Désiré Écaré conçoit, produit et réalise entièrement le film avec un budget global de 280 000 $. Il démarre le tournage dans son village familial de Koffikro, dans le Sud de la Côte d’Ivoire, en 1973, mais faute de financement suffisant, il ne peut tourner les scènes à Abidjan que dix ans plus tard en 1983.
La scène d'une durée de dix minutes où Kouassi et Affoué font l'amour dans les eaux calmes (« sacrées car sources de vie ») d'un marigot fait scandale : le film est interdit en Côte d'Ivoire durant une année « pour obscénité et atteinte à la pudeur », ce qui lui vaut une réputation sulfureuse mais aussi une énorme publicité pour sa sortie avec une interdiction aux moins de dix-huit ans, « ce que j'avais demandé », indique le réalisateur. Désiré Ecaré note par ailleurs : « L’interdire est de la part des autorités une attitude irresponsable et contradictoire : j’ai fait un film pour l’Afrique, en montrant l’Afrique, je ne l’ai pas fait pour faire plaisir à l’extérieur ».
Lors de sa sortie en France le 26 juin 1985, distribué par Gerick Films, le film a d’élogieuses recensions et attire 130 105 spectateurs en 16 semaines (chiffres CNC / Le Film français). Avant de sortir en Côte d'Ivoire, il est également distribué en Algérie et au Bénin.
Après sa restauration en 4K à partir du négatif 16 mm, le film ressort en salles en France distribué par La Traverse le 23 février 2022 (le 10 mai 2020 en VOD), enregistrant 293 entrées en 2022.

## Réception critique
Lors de sa sortie en France en 1985, Olivier Séguret écrit dans Libération : « Film-météorite, film-aventure [...], film-expérience et, vraisemblablement, film-culte, Visages de femmes est avant tout une grosse surprise : il ne ressemble à rien qu’on ait déjà pu voir ». Dans La Revue du cinéma, Jacqueline Lajeunesse, renchérit : « Si l’on accepte de sortir des cadres habituels, si l’on veut bien accepter des formes différentes de narration, Visages de femmes devient, par le caractère des héroïnes, un beau film profondément humain, teinté de gaieté, de tristesse, de mesquineries dominées par de tenaces volontés ». Et Michel Mardore dans Le Nouvel Observateur : « Quel bonheur, un film qui ne pontifie pas, qui met la gaieté par-dessus la doctrine et qui se donne même l’élégance de paraître un peu bâclé ».
« Désiré Écaré observe les changements des femmes dans la nouvelle société avec subtilité, insolence et un certain sérieux bien qu'avec humour et gaieté », note Anne de Gaspéri dans Le Quotidien de Paris. « À la façon de Marivaux et Molière, il décrit les femmes ivoiriennes telles qu'elles sont et non telles qu'elles devraient être ». Dans Afrique Asie, Cherifa Benabdessadok apprécie aussi la satire et la beauté visuelle du film, mais regrette que le film fasse « un portrait systématiquement négatif des hommes », avec un message finalement confus, se demandant ce que le réalisateur apprécie vraiment chez les femmes.
Aucun des critiques français ne trouve la scène de nudité malvenue. Louis Skorecki s'exclame même dans Libération : « Enfin ! Un porno africain ! » Dans Le Monde, Catherine Humblot la trouve « audacieuse », mais « ni pornographique, ni vraiment érotique ». « Il s'agit plutôt d'une scène d'amour panthéiste ». Comme Catherine Humblot, Claude-Marie Tremois déplore dans Télérama les déficiences narratives du film mais elles l'attribuent à la tradition orale. Cette dernière indique ainsi que « l'on passe du symbole à la réalité, de ce qui est dit à ce qui est montré », « ce qui conduit à une morale comme dans les contes ».
Dans les ouvrages universitaires sur les cinémas d'Afrique, Nwachukwu Frank Ukadike voit dans la scène de nudité un manque d’authenticité à visée commerciale. Alexie Tcheuyap signale quant à lui qu'il ne s’agit pas d’un male gaze.
Lors de la sortie en France en 2022, Vincent Malausa décrit dans Les Cahiers du cinéma le film comme « une reconquête intérieure et une rupture décisive » mais aussi « un étrange chant de guerre », d'abord « effusion sensuelle d'une splendeur inouïe » puis « comédie goguenarde », concluant que « pas une victoire ne se joue au prix de sa perte » dans « cet éclatant chant de révolte ». Olivier Barlet signale lui aussi dans son analyse du film sur Africultures que les femmes « ne sont ni victorieuses ni morales ; elles n’ont pas forcément les bonnes méthodes mais elles veulent toutes échapper à la domination masculine. » Il note que « le recours aux langues locales ancre culturellement un film dont la structure peut paraître touffue mais n’a rien de confuse, tant les différents éléments puisent tous dans la quotidienneté. Cette proximité converge vers une affirmation culturelle à cent lieues de l’exotisme, où les chants et les danses n’ont rien de superflu, réunissant à nouveau cette "comédie humaine" en fin de film ». Firmin Coto précise sur 100%Culture qu'il s'agit « d'un combat avant-gardiste des années 70 autour du féminisme qui retrace un pan d’histoire africaine profondément humain teinté de gaieté, de tristesse, de mesquinerie, dominé par de tenaces volontés de femmes ». Quant à Michel Amarger, il relève sur Africiné que « Désiré Ecaré emploie les chorégraphies villageoises pour ponctuer ses histoires comme pour s'affranchir des récits occidentaux très cadrés, en vigueur à l'époque. Avec lui, l'histoire avance à sa mesure sans souci de cohésion ou de conclusion puisque les impulsions sont premières ».

## Distinctions
- Présenté à la Semaine de la critique, le film reçoit le prix FIPRESCI au Festival de Cannes 1985 ainsi que le prix du Conseil international du cinéma et de la télévision de l'UNESCO.
- Prix de l'interprétation féminine pour Eugénie Cissé-Roland au Fespaco de 1987.